# El Crepúsculo (revista chilena)
El Crepúsculo fue una revista chilena, en circulación entre los años 1843 y 1844. Creada por iniciativa de José Victorino Lastarria, fue una revista enfocada en el desarrollo de la literatura chilena, convirtiéndose en la principal plataforma de difusión de la llamada Sociedad Literaria de 1842, formada por los principales intelectuales liberales de la época. Varios autores lo consideran como el periódico fundacional de la literatura chilena.

## La revista

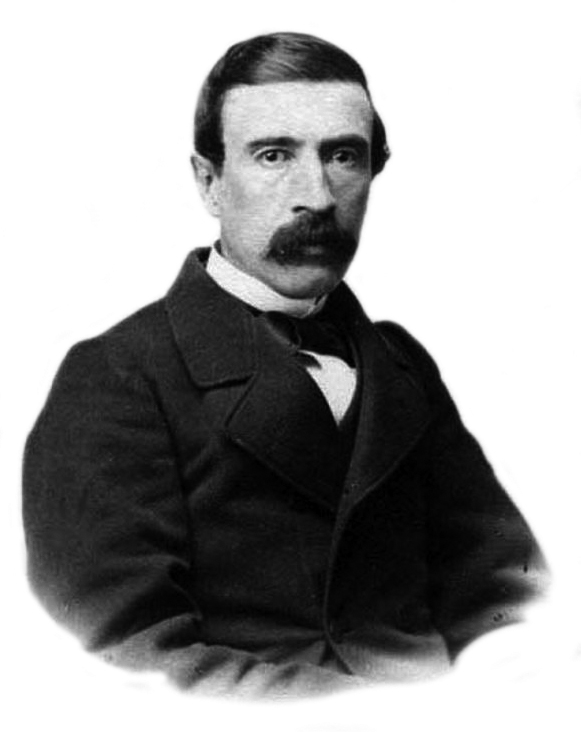
José Victorino Lastarria.

El primer número de la revista fue lanzado el 1 de junio de 1843 por José Victorino Lastarria, que a la fecha tenía veinticinco años de edad. En su primera edición, la revista se plantea como un espacio para el desarrollo literario, pero también apunta a un objetivo mayor respecto a la difusión de la cultura en la sociedad chilena, que se encaminaba en sus primeras décadas de vida independiente y que había finalizado la turbulenta era de la Organización de la República. El nombre de la revista fue seleccionado pues representaba “el cuadro de los primeros albores de las ciencias y de la literatura en Chile”.

[...] vamos a lanzarnos con un papel que no tiene la misión de representar interés alguno determinado, que no está apoyado en esperanza ninguna; un periódico que solo con
tendrá ensayos literarios y algunos artículos científicos, porque está destinado a ser el depósito de nuestros primeros progresos intelectuales.
«Prospecto». El Crepúsculo, n°1, 1 de junio de 1843

En los números publicados por la revista se refleja la visión social y política de los miembros de la llamada Sociedad Literaria de 1842, que ya habían participado en otros proyectos de revistas, como La Revista de Valparaíso, El Museo de Ambas Américas (ambos finalizados en 1842) y El Semanario de Santiago, (entre 1842 y febrero de 1843). El ensayista Pedro Lastra afirmó que El Crepúsculo era “una auténtica síntesis de las preocupaciones culturales del período más fecundo de la literatura chilena del siglo XIX”. Junto a Lastarria, los entusiastas que trabajaron en la publicación se encontraban Juan Nepomuceno Espejo, Cristóbal Valdés, Francisco de Paula Matta, Andrés y Jacinto Chacón, Hermógenes Irisarri, Santiago Lindsay, Francisco Astaburuaga y Juan Bello. A ellos se sumó Andrés Bello, quien prometió publicar un texto en cada edición de la revista, y Mercedes Marín del Solar.
La revista contaba con algunas secciones relativamente estables: Filosofía, Boletín dramático, Historia literaria, Galería de hombres célebres, Novelitas, Poesías y Miscelánea. Andrés Bello publicó, en la sección de Historia literaria algunos estudios sobre el género del romance, mientras Marín del Solar publicó un soneto sin firma en la sección de poesías. Entre los textos más valiosos publicados en la obra destaca el relato “El mendigo” de José Victorino Lastarria y el extenso tratado “Teoría del Entendimiento” de Andrés Bello.

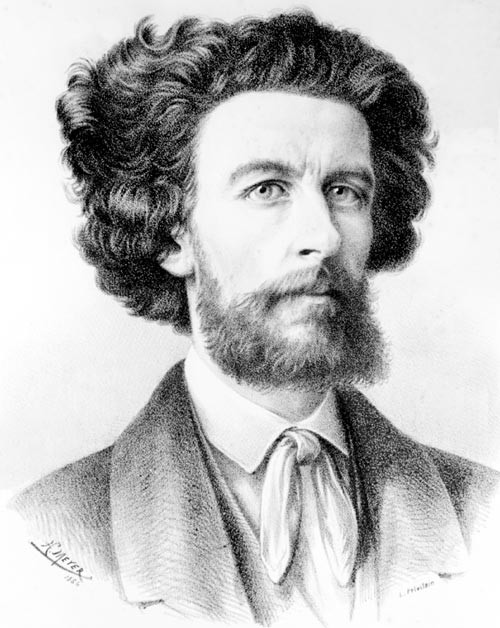
Retrato de Francisco Bilbao.

En la edición del 1 de junio de 1844 fue publicado el texto “Sociabilidad chilena”, escrito por Francisco Bilbao. En esta obra, Bilbao hizo una fuerte crítica a la sociedad chilena y el conservadurismo dominante, cuestionando además diversos preceptos religiosos como los Diez Mandamientos y exaltando la libertad.

Mientras no tengarnos soluciones científicas de los problemas humanos, realizemos los principios eternos de desenvolvimiento que se presentan claros y lójicos a1 criterio revolucionario. Si el símbolo viejo ha caido, reemplazemoslo con el espíritu aun sin forma, de la filosofia. La verdad va mui adelantada en su carrera, del estado en que nos hallamos. No procuremos alejarnos, dando por carencia de la palabra nueva, la palabra vieja. Tengamos dudas, suframos, llevemos el peso de las épocas transitorias, pero no retrogrademos para descansar bajo el monumento que se desploma. Sigamos, lloremos si quereis, pero vivamos con el poco de verdad que hayamos alcanzado.
Francisco Bilbao, 1 de junio de 1844

La respuesta no se hizo esperar y la Iglesia católica denunció abiertamente el texto de Bilbao, considerando que hacía apología al adulterio y el robo. Bilbao fue acusado de blasfemia, inmoralidad y sedición por el fiscal de la Corte de Apelaciones, Máximo Mujica, llevándose a cabo el juicio el día 20 de junio. Bilbao fue condenado por blasfemia e inmoralidad, ambas en tercer grado (el máximo), aunque fue absuelto del cargo de sedición, debiendo pagar una multa de 1200 pesos de la época. Pese a que a la salida del tribunal Bilbao fue vitoreado por el público presente por su defensa de la libertad de expresión, la polémica fue el detonante del cierre de la revista un mes después.